# Nicky Morris
Nicola „Nicky“ Morris (* 13. März 1962) ist eine ehemalige britische Leichtathletin, die sich auf den Langstreckenlauf spezialisiert hat. Ihren größten Erfolg feierte sie mit dem Vizehalleneuropameistertitel über 3000 Meter 1989 in Den Haag.

## Sportliche Laufbahn
Erste internationale Erfahrungen sammelte Nicky Morris vermutlich im Jahr 1989, als sie bei den Halleneuropameisterschaften in Den Haag in 9:12,37 min die Silbermedaille im 3000-Meter-Lauf hinter der Niederländerin Elly van Hulst gewann. Kurz darauf belegte sie bei den Hallenweltmeisterschaften in Budapest in 8:53,52 min den fünften Platz und wurde bei den Crosslauf-Weltmeisterschaften in Stavanger nach 24:19 min 65. im Einzelrennen. Im Jahr darauf kam sie bei den Commonwealth Games in Auckland für England startend über 3000 Meter nicht ins Ziel und 1993 beendete sie ihre aktive sportliche Karriere im Alter von 31 Jahren.

## Persönliche Bestzeiten
- 1500 Meter: 4:11,24 min, 7. Januar 1989 in Cosford
- 3000 Meter: 8:59,46 min, 24. Juni 1989 in Birmingham
  - 3000 Meter (Halle): 8:53,52 min, 4. März 1989 in Budapest